# 細隱洞䲁
細隱洞䲁（學名：Adelotremus leptus），為輻鰭魚綱鳚形目䲁科隱洞䲁屬的一種，分布於西印度洋埃及紅海海域，深度1至15公尺，體長可達3.5公分，棲息在沙底質淺水域，為底棲性魚類，通常躲在管蟲所遺留下來之空室，具領域性，一旦遇危險時以倒游方式躲入小洞穴中，僅露出頭部注視敵人，生活習性不明。